# Kathedrale von Lavaur

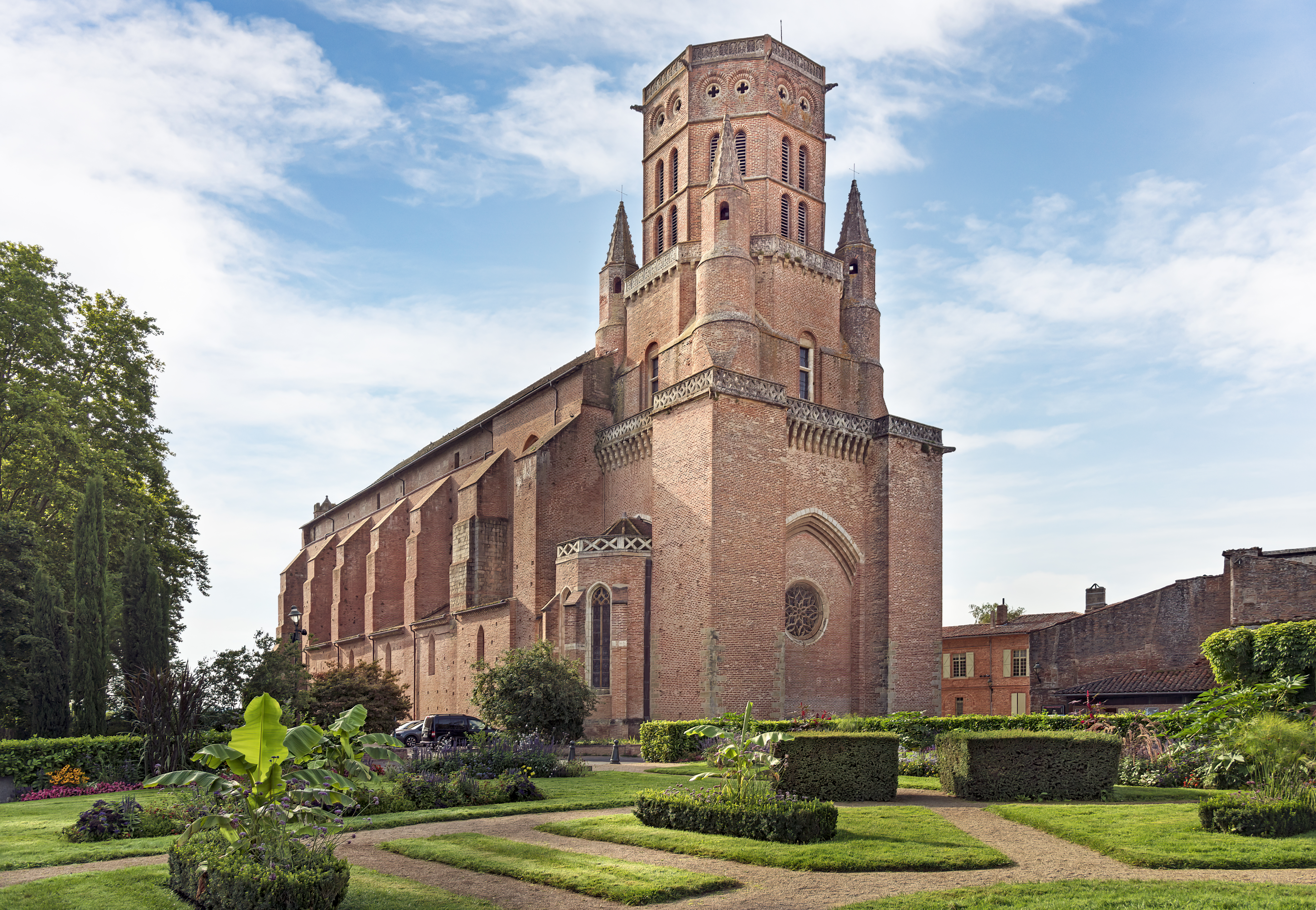
Kathedrale von Lavaur

Die ehemalige Kathedrale Saint-Alain in Lavaur (französisch Cathédrale Saint-Alain de Lavaur) ist das auffälligste und größte Gebäude der südfranzösischen Stadt Lavaur im Département Tarn. Sie ist seit dem Jahr 1911 als Monument historique ausgewiesen.

## Lage
Die etwa 10.000 Einwohner zählende Stadt Lavaur liegt gut 40 km (Fahrtstrecke) nordöstlich von Toulouse in einer Höhe von ca. 140 m. Die mittelalterliche gotische Kathedrale steht nicht im Zentrum der Stadt, sondern an deren östlichem Rand oberhalb einer Flussschleife des Agout.

## Geschichte
Die Ursprünge der Verehrung des Hl. Alanus (Saint-Alain) gehen auf einen angeblich im 7. Jahrhundert verstorbenen Abt eines von ihm selbst gegründeten Klosters in Lavaur zurück, über den ansonsten so gut wie nichts bekannt ist. Es ist die einzige Kirche im Süden Frankreichs, in der dieser Heilige verehrt wird. Erstmals ist in Lavaur eine Kirche mit diesem Patrozinium im Jahr 1098 erwähnt und zwar als Prioratskirche der Abtei von Saint-Pons-de-Thomières. Mit dem Abriss und dem Neubau dieser Kirche wurde wohl kurz darauf begonnen, doch wurde die neue Kirche im Rahmen des Albigenserkreuzzugs (1209–1229) – wahrscheinlich im Jahr 1211 – zerstört.
Mit dem Bau der heutigen Kirche, die zunächst immer noch als Prioratskirche konzipiert war, wurde um die Mitte des 13. Jahrhunderts begonnen. Doch im Jahr 1317 bzw. 1318 erhob Papst Johannes XXII. die durch den Anbau und den Handel mit Färberwaid (pastel) wohlhabend gewordene Stadt Lavaur zu einem Bistum; aus der Prioratskirche wurde somit eine Bischofskirche, also eine Kathedrale. In der Folgezeit wurden weitere Baumaßnahmen durchgeführt – darunter auch der Neubau (1328) eines größeren Kreuzgangs auf der Nordseite der Kirche und der Bau von zehn Kapellen zwischen den Strebepfeilern. Die wichtigsten architektonischen Neuerungen aber war die von den Bischöfen Jean Vigier und Pierre du Rosier in den Jahren 1469 bis 1515 durchgeführten Neugestaltung der ursprünglich wohl eher schmucklosen Westfassade, die durch ein wuchtiges westwerkartiges Gebilde mit einem oktogonalen Turm und einer – bereits im Jahre 1540 zerstörten – Helmspitze aufgewertet wurde. Dieses Westwerk stammt – ebenso wie der in der Zeit der Französischen Revolution zerstörte Bischofspalast (palais épiscopal) – aus dem ausgehenden 15. Jahrhundert.
Bereits im Jahr 1790 wurde das Bistum Lavaur von den Revolutionären aufgelöst. Im Konkordat von 1801 zwischen Napoleon und Papst Pius VII. wurde die Aufhebung des Bistums bestätigt.

## Architektur

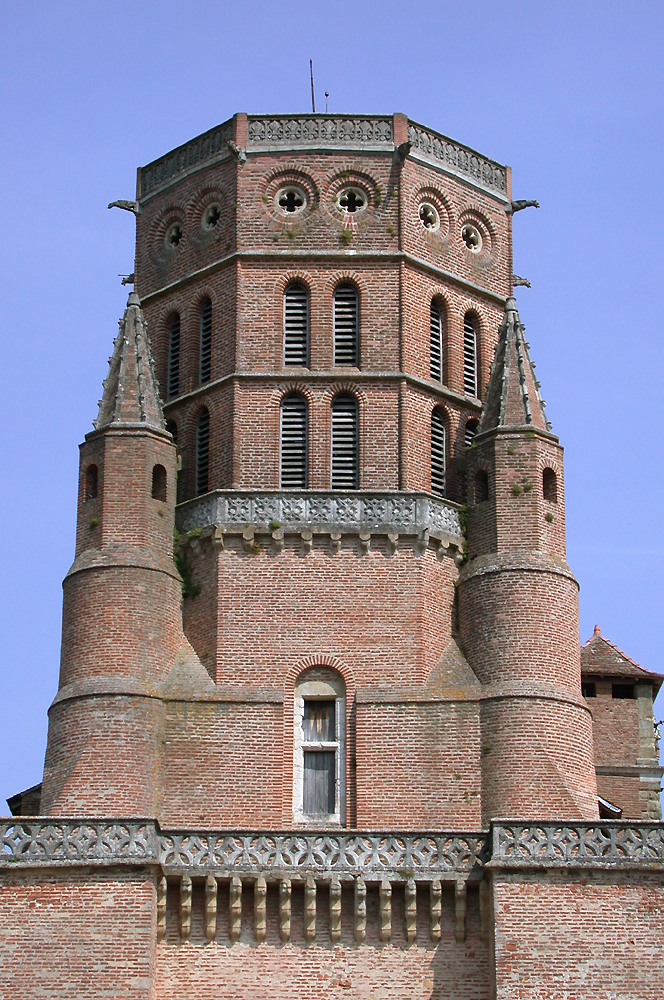
Lavaur – Kathedrale St-Alain, Westturm

Der gesamte Bau ist – nach tolosaner Vorbildern – im Wesentlichen aus Mauerziegeln erbaut; der von weither herbeizuschaffende und deshalb teure Sandstein findet sich an einigen Gesimsen und Ecksteinen oder an den Säulen, Kapitellen oder Archivolten des Portals. Im Außenbereich der Wände, v. a. im unteren Bereich des Glockenturms, sind überdies einige Bruchstücke aus Sandstein vermauert, die möglicherweise vom Abriss der älteren Kirche stammen und hier als Spolien weitere Verwendung fanden.

### Außenbau
Der Außenbau beeindruckt durch seine Höhe; unschwer erkennt man die zur Stabilisierung der Wand dienenden Strebepfeiler und die Außenmauern der dazwischenliegenden seitlichen Kapellen. Die Fenster nehmen – wie in der südfranzösischen Gotik gemeinhin üblich – nicht den gesamten Raum zwischen den Strebepfeilern ein, sondern sind meist zu kleinen Lanzettfenstern reduziert, wodurch der insgesamt wehrhafte Eindruck des Bauwerks noch unterstrichen wird. Das mächtige Westwerk ist im unteren Bereich quadratisch; darüber erhebt sich das achtseitige Untergeschoss des Turmes. In den zurückspringenden Ecken des Oktogons finden sich vier – unten runde, oben achteckige – Türmchen mit kleinen Spitzhelmen. Durch die – auf mehreren Ebenen umlaufenden – steinernen Brüstungsgitter wird der burgartige Charakter des Turmes eher noch verstärkt. Es gibt keinen Eingang im Westen der Kirche; das schöne spätgotische Sandsteinportal befindet sich auf der Südseite.

### Innenraum
Der einschiffige und mit einem fünfjochigen gotischen Kreuzrippengewölbe überspannte Innenraum der Kirche ist knapp 14 m breit, 53 m lang und ca. 23 m hoch; er wurde im 19. Jahrhundert – vielleicht auch schon früher – mit vegetabilischen und geometrischen Dekormalereien ausgestattet. Die Seiten des Erdgeschosses öffnen sich zu den unterschiedlich gestalteten Kapellen.

### Ausstattung
Das älteste Stück der Ausstattung ist die – aus einem etwa 15 cm dicken Marmorblock gefertigte – romanische Altarplatte vom Ende des 11. Jahrhunderts, deren Randeinfassung mit figürlichen und vegetabilischen Motiven geschmückt ist. Die 3. Kapelle auf der rechten Seite hat ein kompliziertes spätgotisches Rippengewölbe; über dem Altar ist eine eindrucksvolle Pietà-Figur zu sehen. Mehrere Bilder mit Darstellungen der Passion Christi (Kreuzweg) schmücken die Wände des Chores und der Apsis.
Aus dem Jahr 1876 stammt die große Orgel im Westen des Kirchenschiffs; sie wurde in der Werkstatt von Aristide Cavaillé-Coll gefertigt. Das Instrument hat 32 Register auf drei Manualwerken und Pedal. Die Spiel- und Registertrakturen sind mechanisch; die Trakturen des Grand Orgue sind mit Barkermaschinen ausgestattet.
| I Grand Orgue C–f3 |     |
| Montre             | 16' |
| Bourdon            | 16' |
| Montre             | 08' |
| Bourdon            | 08' |
| Flûte harmonique0  | 08' |
| Salicional         | 08' |
| Prestant           | 04' |
| Doublette          | 02' |
| Plein Jeu II-IV0   |     |
| Basson             | 16' |
| Trompette          | 08' |
| Clairon            | 04' |

| II Positif C–f3    |     |
| Principal          | 08' |
| Bourdon            | 08' |
| Unda Maris (ab c1) | 08' |
| Dulciane           | 04' |
| Flûte douce        | 04' |
| Doublette          | 02' |
| Trompette          | 08' |
| Clarinette         | 08' |

| III Récit expressif C–f3 |     |
| Flûte traversière        | 08' |
| Gambe                    | 08' |
| Voix céleste (ab c1)     | 08' |
| Flûte octaviante         | 04' |
| Octavin                  | 02' |
| Trompette                | 08' |
| Basson-Hautbois          | 08' |
| Voix humaine             | 08' |
| Tremolo                  |     |

| Pédale C–f1 |     |
| Contrebasse | 16' |
| Flûte       | 08' |
| Bombarde    | 16' |
| Trompette   | 08' |

- Koppeln: I/I (Suboktavkoppel), II/I, III/I, III/II, I/P, II/P, III/P
- Spielhilfen: Tutti, Zungensteller (I, II, III)
- Effektregister: Sturm (Orage)

## Jacquemart
Bereits für das Jahr 1523 ist ein Glockenturm (clocher) belegt, doch ob es zur damaligen Zeit schon einen Glockenschläger (Jacquemart) gab, ist ungewiss. Eine Legende berichtet jedenfalls, dass ein Gefangener stündlich die Glocke läuten musste, um auf diese Weise ganz nebenbei seine Anwesenheit unter Beweis zu stellen; er habe jedoch heimlich den – mit der Turmuhr gekoppelten – Automaten konstruiert und konnte fliehen, ohne dass jemand seine Abwesenheit bemerkte. Während derartige Figuren in der Nordhälfte Frankreichs und in Flandern häufiger anzutreffen sind (z. B. Notre-Dame in Dijon), ist der Jacquemart von Lavaur der einzige seiner Art im Süden des Landes.